# Фруктовий лід

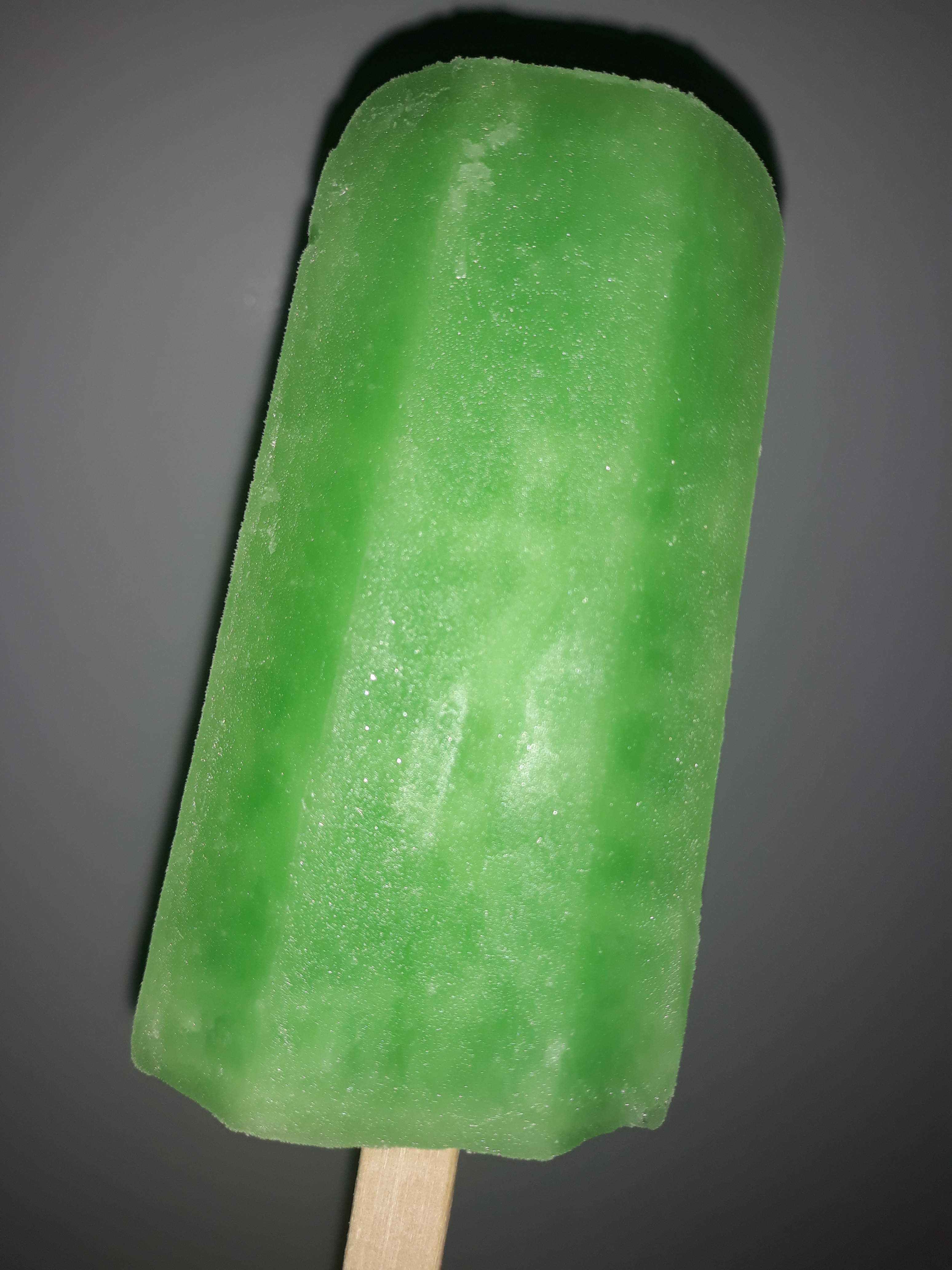
Фруктовий лід

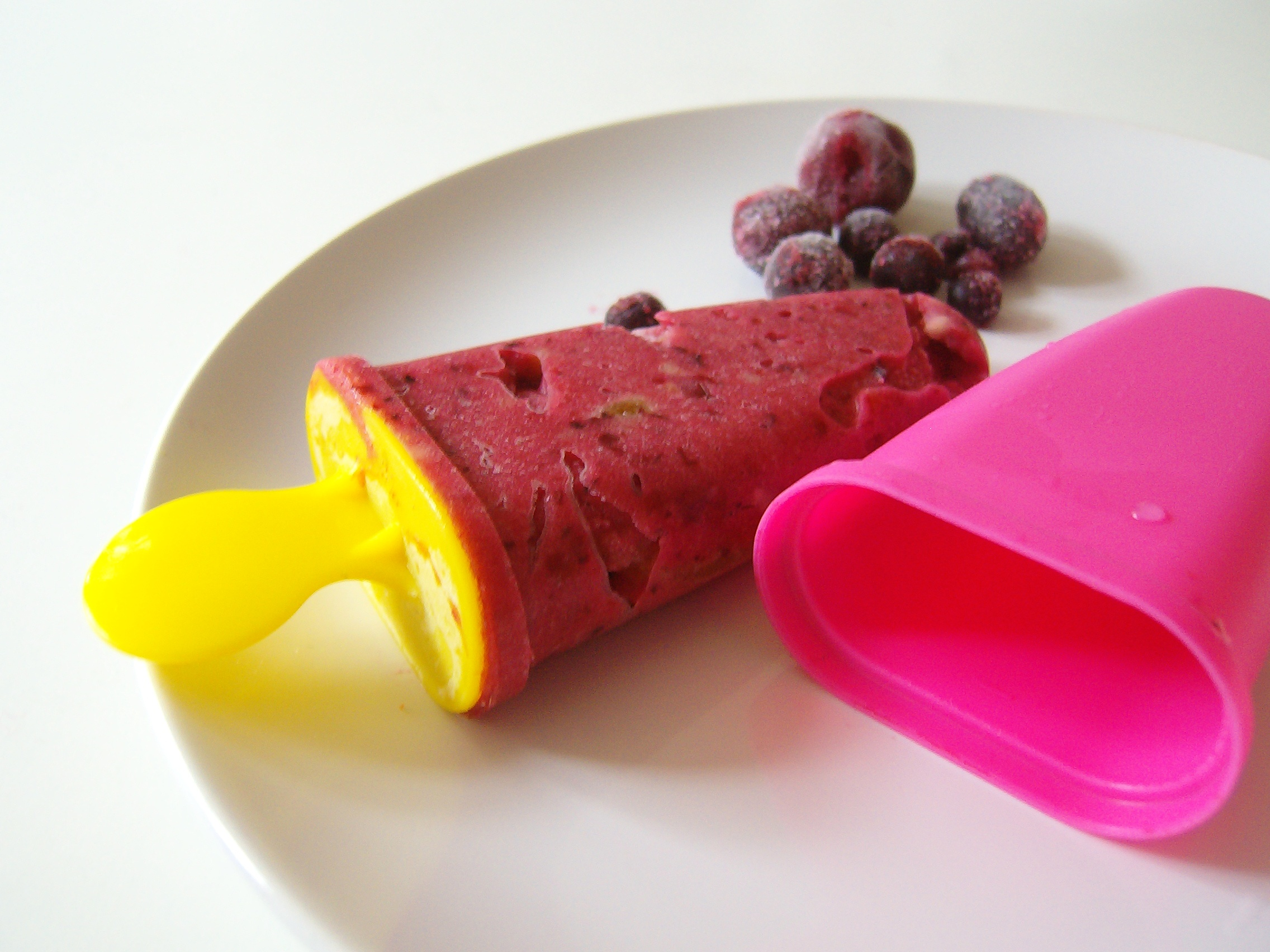
Фруктовий лід, виготовлений з використанням форми

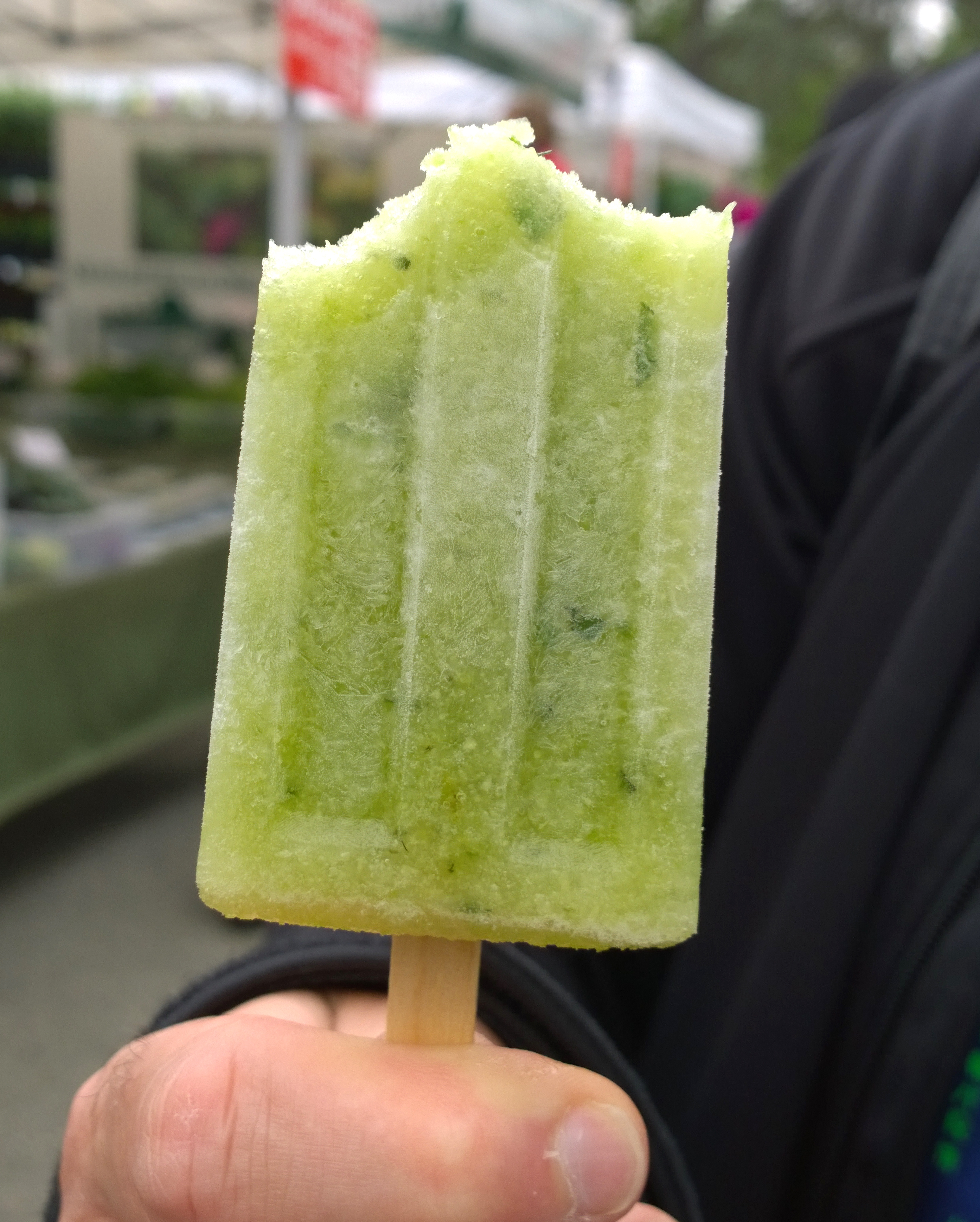
Фруктовий лід з огірка, бузини та м'яти

Фруктовий лід — заморожений десерт на основі замороженого соку, чаю або інших фруктових напоїв.
Для приготування фруктового льоду рідину заморожують навколо палички. Часто додають барвники. Деякі типи фруктового льоду кладуть в стаканчики, без палички.

## Історія
Вперше фруктовий лід був створений в 1905 році. 11-річний Френк Епперсон з Сан-Франциско залишив склянку з содовою і дерев'яною ложкою на задньому дворі. В ту ніч температура впала нижче нуля, і коли Епперсон виявив напій на наступний ранок, то побачив, що газована вода в склянці замерзла. Хлопчик хотів розтопити напій, поставивши його під струмінь гарячої води. Потягнувши за ложку, він витягнув заморожений напій та з'їв.
Фруктовий лід був представлений публіці на Оклендському балі для пожежних в 1922 році. В 1923 році Епперсон подав заявку на патент для «замороженого льоду на паличці», який назвав Popsicle на прохання своїх дітей. Пару років потому Епперсон продав права на фірмове найменування Нью-Йоркській компанії Joe Lowe Company.